# Rui Knopfli
Rui Manuel Correia Knopfli (Inhambane, Moçambique, 10 de agosto de 1932 — Lisboa, 25 de dezembro de 1997), foi um poeta, diplomata e crítico literário e de cinema português, neomaneirista.

## Carreira
Nasceu em Moçambique em 1932.
Fez os seus estudos em Lourenço Marques e em Joanesburgo (África do Sul), tendo sido, entre 1954 e 1974, delegado de propaganda médica.
Publicou uma obra que cruza as tradições literárias portuguesa e anglo-americana. Integrou o grupo de intelectuais moçambicanos que se opôs ao regime colonial. Foi diretor do vespertino A Tribuna (1974-1975).
Com o poeta João Pedro Grabato Dias (o pintor António Quadros), fundou em 1972 os cadernos de poesia Caliban.
Deixou Moçambique em março de 1975. A nacionalidade portuguesa não impediu que a sua alma fosse assumidamente africana, mas a desilusão pelos acontecimentos políticos está expressa na poesia que publicou após a saída da sua terra.
Tem colaboração dispersa por vários jornais e revistas.
Desempenhou funções de Conselheiro de Imprensa na Embaixada de Portugal em Londres (1975-1997).
Morreu no dia de Natal de 1997 e está enterrado em Vila Viçosa.

## Prémios e reconhecimento
Foi condecorado pelo governo português:
- A 2 de fevereiro de 1980, foi agraciado com o grau de Oficial da Ordem do Infante D. Henrique.

- A 27 de abril de 1993, foi agraciado com o grau de Comendador da Ordem do Mérito.

Ganhou o Prémio de Poesia do PEN Clube em 1984.